# Hoplocerambyx minor
Hoplocerambyx minor är en skalbaggsart som beskrevs av Maurice Pic 1923. Hoplocerambyx minor ingår i släktet Hoplocerambyx och familjen långhorningar. Inga underarter finns listade i Catalogue of Life.